# A Sea Symphony

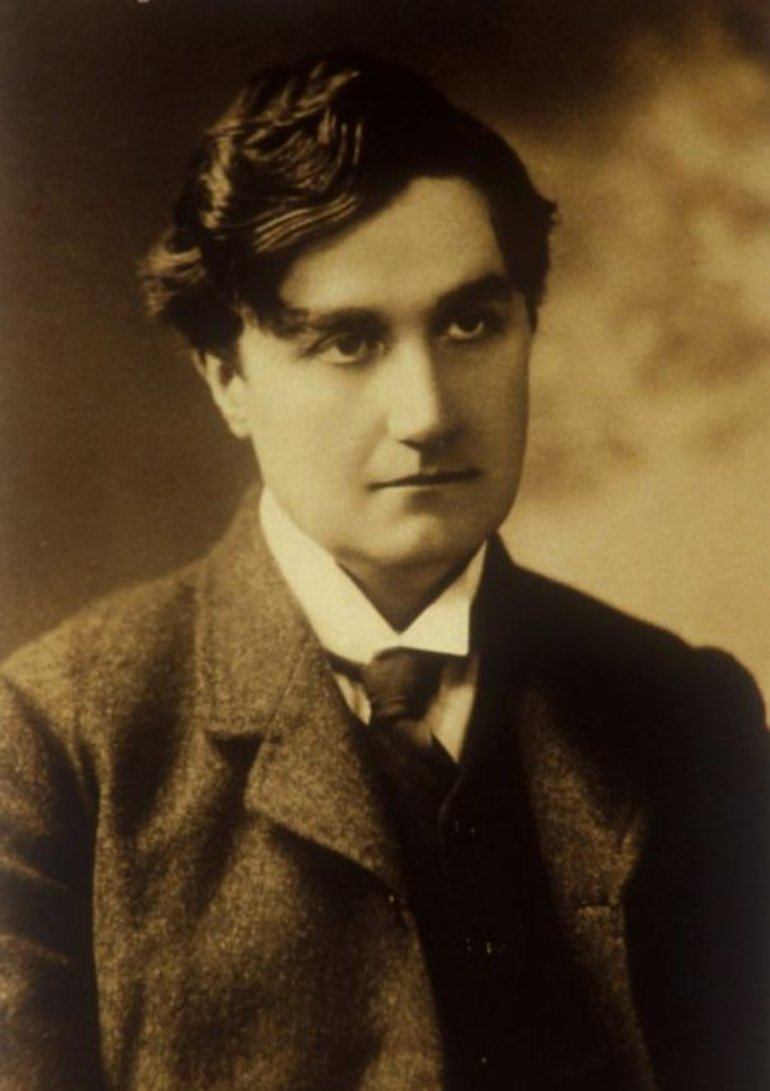
Ralph Vaughan Williams ca. 1900. A photo taken when he was attending Cambridge University.

A Sea Symphony é uma peça musical para orquestra e coro por Ralph Vaughan Williams, escrita entre 1903 e 1909. Sendo a primeira e maior sinfonia de Vaughan Williams, foi executada pela primeira vez no Festival de Leeds de 1910, com a condução do compositor. A maturidade da obra entra em contraste com a relativa juventude do autor, que tinha 30 anos quando começou a esboçá-la. O trabalho é algumas vezes chamado de Symphony No. 1 de Vaughan Williams.